# Estela Giménez
Estela Giménez Cid (Madrid, 29 marzo 1979) è una ginnasta spagnola.
La sua specialità è la ginnastica ritmica. Campionessa olimpica di ginnastica ritmica a Atlanta 1996 a squadre. Ora è una conduttrice televisiva e presenta il programma Insert Coin.